# Alejandro Larrubiera
Alejandro Larrubiera y Crespo (Madrid, 1869-Madrid, 1935 o 1937) fue un periodista, novelista y autor dramático español.

## Biografía

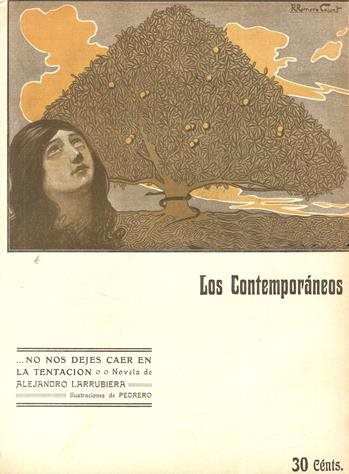
No nos dejes caer en la tentación (1909). Portada de Romero Calvet.

Nació en Madrid en 1869. Se dio a conocer en La Caricatura (1887) y después escribió en La Patria, La Correspondencia Militar, El Popular, Revista Cómica, Ilustración Madrileña, La Ilustración Artística, Don Quijote, Madrid Alegre, España, El Mundo de los Niños, La Risa, El Resumen, Los Madriles, Fra Diávolo, El Curioso Parlante, La Comedia Humana, Madrid Cómico, La Edad Dichosa, La Lidia, La Gran Vía, Barcelona Cómica, Blanco y Negro, El Gato Negro, Pluma y Lápiz, Vida Galante, El Noroeste de Gijón (1903), Diario de la Marina (1903) y Sancho Panza (por él dirigido).
Hacia 1903 pertenecía a la redacción de La Ilustración Española y Americana y a la Asociación de la Prensa de Madrid. Usó a veces el pseudónimo «Juan Sainete». Falleció en su ciudad natal en 1935 o 1937.